# Isabel Amor
Isabel Amor (Curicó, 29 de marzo de 1984) es una activista chilena. Fue la primera mujer lesbiana directora ejecutiva de Fundación Iguales.

## Biografía
Nació el 29 de marzo de 1984 en Curicó. Hija de Manuel Antonio Amor Lillo; médico cirujano, procesado por la Cortes de Apelaciones de Chile y, posteriormente condenado por la Corte Suprema de Chile debido a su participación en crímenes de lesa humanidad en la dictadura militar de Augusto Pinochet.
En su adolescencia se trasladó a Santiago donde se licenció en Letras por la Universidad del Desarrollo y posteriormente obtuvo el Magíster en Sociología por la Pontificia Universidad Católica de Chile y el Master en Literatura por la Universidad de Chile.
En 2015 se incorporó a la Fundación Iguales como Directora de formación y activismo y, posteriormente, Directora de educación. En 2021 asumió como directora ejecutiva de la organización, convirtiéndose, después de la activista trans Alessia Injoque, en la segunda mujer en liderar la organización desde su creación.
Entre 2023 y 2024 fue directora del Instituto Nacional de Derechos Humanos en la Región del Ñuble.